# 長豐站 (咸鏡南道)
長豐站（朝鲜语：장풍역；）曾为朝鲜铁路长丰线上的一个车站，位于咸镜南道荣光郡，废止时间不明。